# Травенхорст
Травенхорст (њем. Travenhorst) општина је у њемачкој савезној држави Шлезвиг-Холштајн. Једно је од 95 општинских средишта округа Зегеберг. Према процјени из 2010. у општини је живјело 206 становника. Посједује регионалну шифру (AGS) 1060090.

## Географски и демографски подаци
Травенхорст се налази у савезној држави Шлезвиг-Холштајн у округу Зегеберг. Општина се налази на надморској висини од 29 метара. Површина општине износи 8,5 km². У самом мјесту је, према процјени из 2010. године, живјело 206 становника. Просјечна густина становништва износи 24 становника/km².